# 川西淫羊霍
川西淫羊霍（学名：Epimedium elongatum）为小檗科淫羊藿属下的一个种。

## 扩展阅读
- 維基物種上的相關：川西淫羊霍